# Rivière Kildare
La rivière Kildare est une rivière canadienne dans le comté de Prince sur l'Île-du-Prince-Édouard. La rivière coule vers le sud dans le port d'Alberton.